# قائمة البعثات الدبلوماسية في مالي

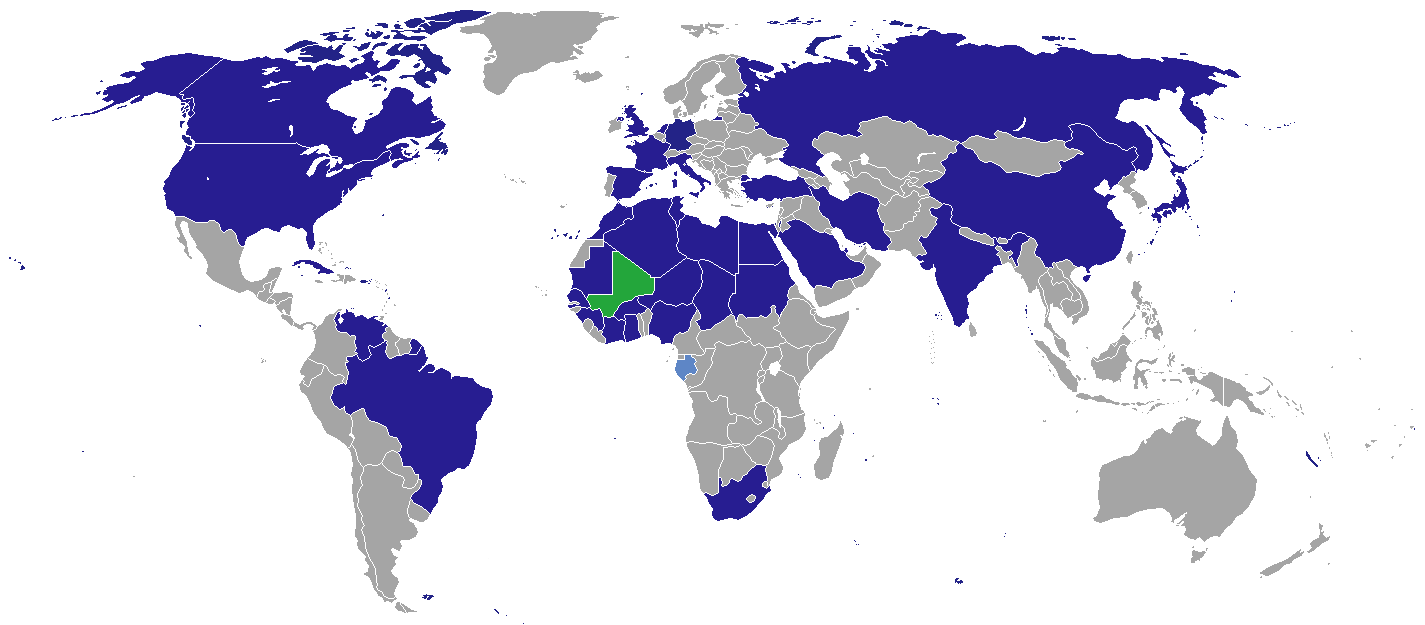
خريطة البعثات الدبلوماسية في مالي

تعرض هذه الصفحة قائمة البعثات الدبلوماسية في مالي. حاليا، توجد في العاصمة باماكو 35 سفارة. دول أخرى عديدة لها سفراء معتمدون في مالي، لكن معظمهم يقيم في عواصم دول أخرى. هذه القائمة تستثني القنصليات الفخرية.

## سفارات فيباماكو
| - الجزائر - البرازيل - بوركينا فاسو - كندا - الصين - كوبا - الدنمارك - مصر - فرنسا - ألمانيا - غانا - غينيا - إيران - الهند - ساحل العاج - اليابان - ليبيا - فرسان مالطا | - المغرب - موريتانيا - هولندا - نيجيريا - النرويج - فلسطين - روسيا - السعودية - السنغال - جنوب إفريقيا - إسبانيا - السويد - تونس - تركيا - المملكة المتحدة - الولايات المتحدة - فنزويلا |

## بعثات
- الاتحاد الأوروبي (وفد)

## سفارات غير مقيمة
- الأرجنتين (أبوجا)[1]
- أستراليا (أكرا)[2]
- النمسا (داكار)[3]
- أندورا (باريس)
- أفغانستان (باريس)
- أذربيجان (الرباط)[4]
- بنغلاديش (الجزائر العاصمة)
- بلجيكا (واغادوغو)[5]
- البحرين (الجزائر العاصمة)
- جمهورية إفريقيا الوسطى (أبيدجان)
- الكاميرون (داكار)[6]
- الرأس الأخضر (داكار)
- تشيلي (الرباط)
- كوستاريكا (باريس)
- كولومبيا (الجزائر العاصمة)
- كرواتيا (الرباط)[7]
- قبرص (القاهرة)[8]
- دومينيكا (لندن)
- إستونيا (باريس)
- غينيا بيساو (كوناكري)
- اليونان (أبوجا)[9]
- هايتي (باريس)
- هونغ كونغ (لندن)
- المجر (الجزائر العاصمة)
- إندونيسيا (داكار)[10]
- إيطاليا (داكار)[11]
- العراق (داكار)
- الأردن (الجزائر العاصمة)
- الكويت (الجزائر العاصمة)
- كينيا (أبوجا)
- قرغيزستان (بروكسل)
- ليسوتو (طرابلس ، ليبيا)
- لوكسمبورغ (داكار)[12]
- مالطا (فاليتا)[13]
- جزر المالديف (لندن)
- ماليزيا (داكار)
- المكسيك (الرباط)[14]
- بولندا (الجزائر العاصمة)[15]
- البرتغال (داكار)[16]
- الفلبين (ابوجا)
- باكستان (الجزائر العاصمة)
- بيرو (الجزائر العاصمة)
- بنما (الرباط)
- رومانيا (داكار)[17]
- سيراليون (كوناكري)
- صربيا (الجزائر العاصمة)[18]
- سلوفاكيا (أبوجا)[19]
- سويسرا (داكار)[20]
- تايلاند (داكار)
- توغو (أبيدجان)
- تركمانستان (باريس)
- تنزانيا (أبوجا)[21]
- طاجيكستان (باريس)
- الإمارات العربية المتحدة (داكار)
- أوغندا (أبوجا)
- فيتنام (الجزائر العاصمة)
- اليمن (الجزائر العاصمة)
- زامبيا (أكرا)
- زيمبابوي (الجزائر العاصمة)

## مقالات متعلقة
- علاقات مالي الخارجية